# Evangelische Kirche (Třebenice)

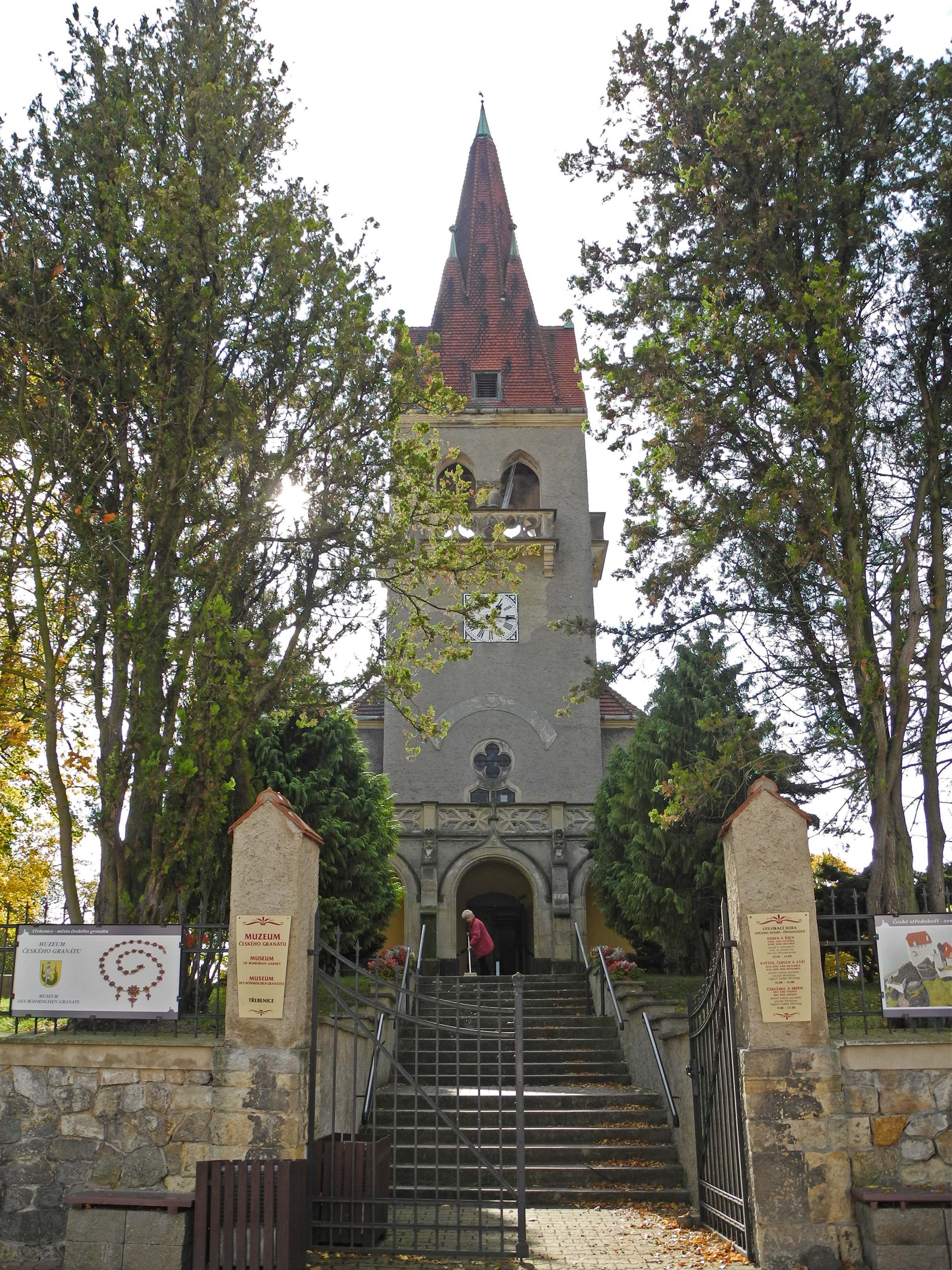
Ehemalige evangelischen Kirche Trebnitz

Die evangelische Kirche ist ein ehemaliges Kirchengebäude in der nordböhmischen Stadt Třebenice (deutsch Trebnitz) im Bezirk Leitmeritz in der Aussiger Region. Das Bauwerk dient heute als „Museum der böhmischen Granate“.

## Geschichte

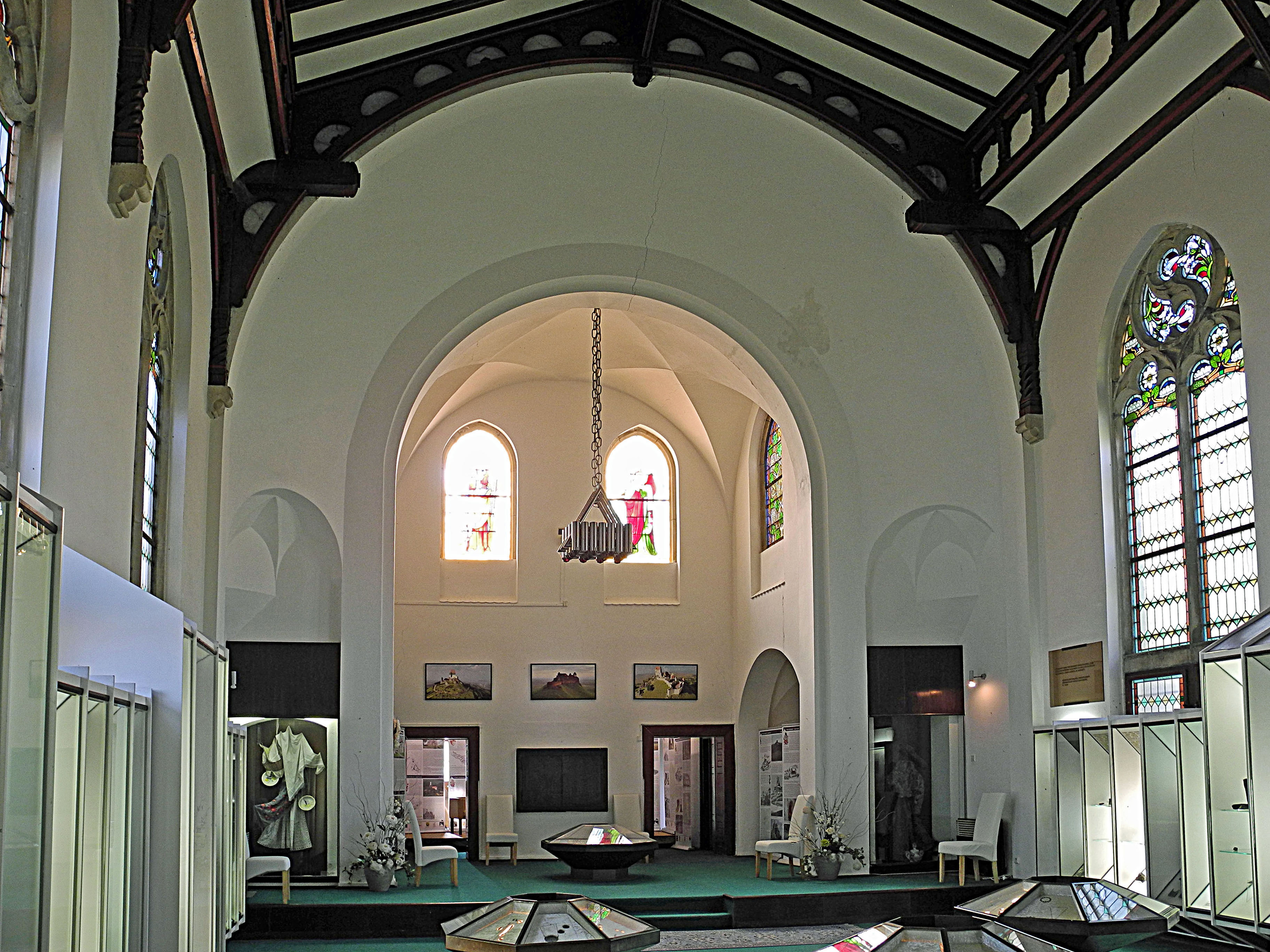
Innenraum

Die lutherische Kirchengemeinde von Trebnitz wurde 1899 als Filialkirche von Habřina gegründet. Der wesentlich aus Mitteln des Gustav-Adolf-Vereins finanzierte Kirchenbau entstand in den Jahren 1901 und 1902 nach Plänen des Dresdner Architekten August Hugo Grothe und wurde am Pfingstmontag 1902 geweiht; die Bauausführung übernahm der Baumeister Grus aus Lobositz. Die erhöht gelegene Kirche wurde als Saalkirche mit vorgesetztem Westturm und rechteckigem gewölbtem Altarraum konzipiert. Der Kirchenraum ist durch seinen offenen Dachstuhl bestimmt, die Einzelformen des Maßwerks sind bewusst der sächsischen Spätgotik der vorreformatorischen Zeit um 1510 entlehnt.
In der Zwischenkriegszeit benutzten die Deutsche Evangelische Kirche in Böhmen, Mähren und Schlesien und die Evangelische Kirche der Böhmischen Brüder die Kirche simultan. Nach dem Zweiten Weltkrieg wurde sie profaniert und seit 1959 unter Verlust ihrer Ausstattung museal genutzt.